# Groupe des Verts au Parlement européen
Le groupe des Verts au Parlement européen est un groupe politique écologiste du Parlement européen, existant de 1989 à 1999.

## Histoire
En 1989,, à la suite des élections européennes de 1989 le Groupe Arc-en-ciel se scinde, les écologistes quittant le groupe pour former un nouveau groupe nommé groupe des Verts au Parlement européen, tandis que les régionalistes demeurent dans un groupe Arc-en-ciel, néanmoins diminué. Les écologistes et régionalistes siègent au sein de groupes distincts jusqu'en 1999, où à la suite des élections européennes de 1999, ils fondent ensemble le groupe des Verts/Alliance libre européenne.

## Composition
| Pays                | Parti                              | Députés 1989-1994 | Députés 1994-1999 |
| Allemagne           | Alliance 90 / Les Verts            | 8                 | 12                |
| Belgique            | Ecolo                              | 2                 | 1                 |
| Belgique            | Agalev                             | 1                 | 1                 |
| France              | Les Verts                          | 8                 | 0                 |
| Italie              | Verts                              | 3                 | 3                 |
| Italie              | Verts arc-en-ciel                  | 2                 | 3                 |
| Italie              | Démocratie prolétarienne           | 1                 | -                 |
| Italie              | Liste anti-prohibition des drogues | 1                 | 0                 |
| Italie              | Mouvement pour la démocratie       | -                 | 1                 |
| Luxembourg          | Les Verts                          | -                 | 1                 |
| Danemark            | Parti socialiste populaire         | -                 | 1                 |
| Irlande             | Parti vert                         | -                 | 1                 |
| Pays-Bas            | Parti politique des radicaux       | 1                 | 1                 |
| Pays-Bas            | Parti communiste des Pays-Bas      | 1                 | 1                 |
| Espagne Pays basque | Euskadiko Ezkerra                  | 1                 | -                 |
| Portugal            | Parti écologiste « Les Verts »     | 1                 |                   |

## Co-présidence
| Dates                                           | Co-présidents                                            | Pays      | Parti                              |
| ----------------------------------------------- | -------------------------------------------------------- | --------- | ---------------------------------- |
| 25/07/1989 - 31/05/1991                         | Brigitte Ernst de la Graete                              | Belgique  | Ecolo                              |
| 01/01/1990 - 18/07/1994                         | Paul Lannoye                                             | Belgique  | Ecolo                              |
| 25/07/1989 - 14/03/1990                         | Maria Amélia Santos                                      | Portugal  | Parti écologiste « Les Verts »     |
| 15/03/1990 - 31/10/1990                         | Alexander Langer                                         | Italie    | Fédération des Verts               |
| 01/11/1990 - 18/07/1994                         | Adelaide Aglietta                                        | Italie    | Fédération des Verts               |
| 19/07/1994 - 03/07/1995 19/07/1994 - 28/01/1997 | Alexander Langer Claudia Roth                            | Italie    | Fédération des Verts               |
| 19/07/1994 - 03/07/1995 19/07/1994 - 28/01/1997 | Alexander Langer Claudia Roth                            | Allemagne | Alliance 90 / Les Verts            |
| 29/01/1997 - 19/07/1999                         | Claudia Roth Magda Aelvoet Gianni Tamino Inger Schörling | Allemagne | Alliance 90 / Les Verts            |
| 29/01/1997 - 19/07/1999                         | Claudia Roth Magda Aelvoet Gianni Tamino Inger Schörling | Belgique  | Agalev                             |
| 29/01/1997 - 19/07/1999                         | Claudia Roth Magda Aelvoet Gianni Tamino Inger Schörling | Italie    | Fédération des Verts               |
| 29/01/1997 - 19/07/1999                         | Claudia Roth Magda Aelvoet Gianni Tamino Inger Schörling | Suède     | Parti de l'environnement Les Verts |